# Knox County, Indiana
Knox County är ett administrativt område i delstaten Indiana, USA, med 38 440 invånare. Den administrativa huvudorten (county seat) är Vincennes.

## Geografi
Enligt United States Census Bureau har countyt en total area på 1 357 km². 1 336 km² av den arean är land och 21 km² är vatten.

### Angränsande countyn
- Sullivan County - nord
- Greene County - nordost
- Daviess County - öst
- Pike County - sydost
- Gibson County - syd
- Wabash County, Illinois - sydväst
- Lawrence County, Illinois - väst
- Crawford County, Illinois - nordväst

### Orter
- Bicknell
- Bruceville
- Decker
- Edwardsport
- Monroe City
- Oaktown
- Sandborn
- Vincennes (huvudort)
- Wheatland